# Cratena pilata
Espèce
Synonymes
- Aeolis pilata Gould, 1870
(protonyme)

Cratena pilata est une espèce de nudibranches de la famille des Facelinidae.